# Zbór Kościoła Ewangelicznych Chrześcijan „Woda Życia” w Łodzi
Zbór Kościoła Ewangelicznych Chrześcijan „Woda Życia” w Łodzi – ewangeliczna wspólnota chrześcijańska mająca siedzibę w Łodzi, przy ulicy Młynarskiej 64.

## Charakterystyka
Zbór „Woda Życia” jest częścią Kościoła Ewangelicznych Chrześcijan, należącego do rodziny wolnych kościołów protestanckich. Jego zasady wiary opierają się na nauczaniu Jezusa i apostołów, zapisanym w Nowym Testamencie, i odwołują się do ideałów pierwszych chrześcijan. Ewangeliczni Chrześcijanie utożsamiają się z ideami Reformacji, będącej „powrotem do źródła”, którym dla chrześcijan jest Pismo Święte.
Określenie „ewangeliczny” pochodzi od Ewangelii, czyli Dobrej Nowiny o zbawieniu, dzięki której każdy człowiek może dostąpić pojednania z Bogiem i doświadczyć przemiany życia. Ewangeliczni Chrześcijanie wierzą, że naśladowanie Jezusa jest nie tylko religią, ale – przede wszystkim – sposobem życia zaspakajającym najgłębsze potrzeby człowieka; podkreślają też konieczność nawrócenia jako świadomej, osobistej decyzji, która nie może być dziedziczona po rodzicach lub zastąpiona religijnymi obrzędami.

## Działalność
Nabożeństwa odbywają się w niedziele o godzinie 10:00. Charakteryzują się one prostą formą i składają się z kazań opartych na Biblii oraz wspólnego śpiewu i modlitwy. W czasie niedzielnych nabożeństw odbywają się zajęcia Szkoły Niedzielnej dla dzieci. W czwartki o godz. 18.00 odbywa się, otwarte dla wszystkich, studium Biblii.. 
Zbór prowadzi również działalność społeczną i współpracuje z innymi kościołami i organizacjami o charakterze ewangelicznym. 
Pastorem Zboru jest Eugeniusz Buza. Drugim pastorem jest Jarosław Celebański.